# ВЕС Шерингем-Шоал
ВЕС Шерингем-Шоал (англ. Sheringham Shoal Offshore Wind Farm) — британська офшорна вітроелектростанція у Північному морі біля узбережжя Англії.
Місце для розміщення ВЕС обрали за 17 км на північ від Шерингем (узбережжя Норфолку). Будівельні та підготовчі роботи на суші та прибережній ділянці (де провадили горизонтальне буріння для проходження кабелями узбережної зони) розпочались в 2009-му. Наступного року плавучий кран великої вантажопідйомності Svanen розпочав встановлення фундаментів майбутніх вітроагрегатів. Проте змонтувавши 24 монопалі (довжина 50—55 метрів, вага від 400 до 600 тон) та встановивши на них 19 перехідних елементів, судно було вимушене полишити роботу через неповну відповідність місцевим погодним умовам. Як наслідок, більшість фундаментних робіт провів в 2011 році інший плавучий кран Oleg Strashnov. Він же змонтував дві офшорні трансформаторні станції.
Перші 20 вітроагрегатів встановили у другій половині 2011-го судна Endeavour та Sea Jack, після чого останнє були вимушені замінити знов таки через погану погоду — з весни 2012 року разом з Endeavour працювало судно Seajacks Leviathan.
Для видачі продукції призначено два головні експортні кабелі, розраховані на роботу під напругою 132 кВ, кожен з яких має наземну частину довжиною 21,6 км та підводну ділянку 22 км. Останні споруджувало кабелеукладальне судно Team Oman.
Станція складається із 88 вітрових турбін компанії Siemens типу SWT-3.6-107 з одиничною потужністю 3,6 МВт та діаметром ротора 107 метрів.  Вони встановлені на площі 35 км2 в районі з глибинами моря до 17 до 22 метрів на баштах висотою 82 метри.
Проект, який коштував 1,8 млрд доларів США, розрахований на виробництво 1,1 млрд кВт-год електроенергії на рік.